# Dongyuan

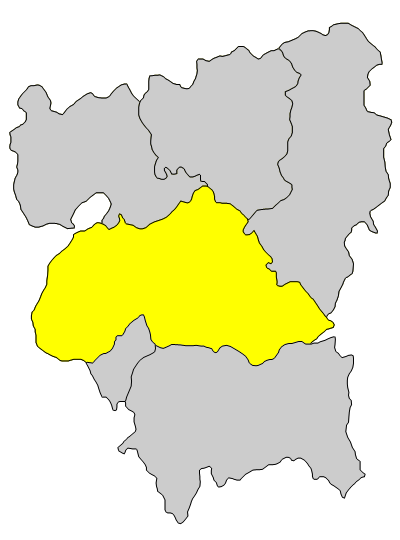
Lage des Kreises Dongyuan innerhalb des Verwaltungsgebietes von Heyuan

Der Kreis Dongyuan (chinesisch 东源县, Pinyin Dōngyuán Xiàn) ist ein Kreis in der chinesischen Provinz Guangdong. Er gehört zum Verwaltungsgebiet der bezirksfreien Stadt Heyuan. Dongyuan hat eine Fläche von 4.009 km² und zählt 348.386 Einwohner (Stand: Zensus 2020). Hauptort ist die Großgemeinde Xiantang (仙塘镇).

## Administrative Gliederung
Auf Gemeindeebene setzt sich der Kreis aus zwanzig Großgemeinden und einer Gemeinde (der She) zusammen. 